# Microsoft Selfie
Microsoft Selfie es una aplicación de Microsoft que permite mejorar fotos o autofotos y está disponible para iOS, web, WeChat y, recientemente para Android. Microsoft Selfie, con tecnología de visión artificial, considera de manera inteligente, por ejemplo, la edad, el sexo, el tono de la piel, la luz y muchos otros factores con tan solo un clic; con esta aplicación los usuarios podrán transformar cualquier tipo de fotos del montón, en retratos.
Microsoft Selfie es una app sencilla, con una interfaz amigable para cualquier tipo de usuario. Se puede realizar una fotografía desde la aplicación o cargarla desde la galería para mejorarla. Viene con 14 filtros ajustables y permite comparar el resultado con la fotografía original tocando el botón “Comparar” que aparecerá en pantalla.

## Características
- Disponible en diferentes idiomas.
- Posee detección facial a reconocimiento visual.
- Aprovecha las tecnologías de Rostro de Microsoft Research para ayudar a determinar la edad, género y tono de piel de una persona.
- Posee Digital Face Clean (Limpieza Digital de Rostro) remueve de manera inteligente, características no deseadas como arrugas y bolsas en los ojos.
- Tiene reducción de ruido; la aplicación utiliza “Burst Images De-noising” para lograrlo.
- Dispone de Auto Exposure de Microsoft Selfie, que puede detectar de manera automática una foto con luz de fondo y compensa el nivel de luz.[3]